# Daxata sumatrensis
Daxata sumatrensis là một loài bọ cánh cứng trong họ Cerambycidae.